# هیلی مکلهینی
هیلی مکلهینی (به انگلیسی: Hayley McElhinney) یک بازیگر استرالیایی است که از جمله فیلم‌ها و مجموعه‌های تلویزیونی او می‌توان به بابادوک، قلب‌ها و استخوان‌ها و دکتر دکتر اشاره کرد.

## تحصیلات و حرفه
مکلهینی فارغ‌التحصیل آکادمی هنرهای نمایشی استرالیای غربی در سال ۱۹۹۹ است. او در تئاتر ملبورن، تئاتر بلک سون، تئاتر پرت و تئاتر سیدنی در سراسر استرالیا و در ایالات متحده اجرا کرده‌است. وی در سال ۲۰۰۷ به عنوان یک جایزه هلپمن معرفی شد. و عضو اصلی گروه بازیگران تئاتر سیدنی از سال ۲۰۰۶–۲۰۰۸ بود. وی در نمایش دایی وانیا سال ۲۰۰۵ در سینمای تئاتر سیدنی، ۲۰۱۱ در واشینگتن، دی سی  و ۲۰۱۲ در منهتن بازی کرد.